# カーティス・マクマレン
カーティス・トレイシー・マクマレン（Curtis Tracy McMullen、1958年5月21日 - ）は、アメリカ合衆国の数学者。ハーバード大学教授。

## 経歴
カリフォルニア州バークレー生まれ。1980年にウィリアムズ大学で学士号を獲得後、ハーバード大学でデニス・サリヴァンに師事し、1985年に同大学で博士号を獲得した。1987年からプリンストン大学、1990年からカリフォルニア大学バークレー校の教職に就く。1997年から現職。1998年、複素力学系に関する研究でフィールズ賞を受賞。2011年フンボルト賞受賞。博士課程指導学生に、2014年にフィールズ賞を受賞したマリアム・ミルザハニがいる。